# Nathaniel Buzolic
Nathaniel «Nate» Buzolic (Sídney, Nueva Gales del Sur; 4 de agosto de 1983) es un actor australiano, conocido principalmente por interpretar a Paul O'Donnell en la serie de televisión australiana Out of the Blue y Kol Mikaelson en la serie estadounidense The Vampire Diaries, así como en su spin-off The Originals y en el spin-off de esta Legacies.

## Biografía
Llamado frecuentemente Nate o Nathan, es descendiente de croatas y alemanes, Buzolic pasaba todo el tiempo jugando al baloncesto, mientras se recuperaba de una lesión, comenzó a actuar a la edad de 9 años. Su madre que lo crio sola en Sídney, lo llevaba a las audiciones.
Estudió actuación en el Australian Theatre for Young People de 1998 a 2001. Nathaniel es un graduado de la Screenwise Acting School for Film and Television en Sídney, Australia. Las habilidades de liderazgo y la capacidad de cautivar a la audiencia de Buzolic se demostraron cuando fue nombrado capitán de la escuela De La Salle, en 2001. En 2007, Nate se graduó de la University of Western Sydney, en la Licenciatura en Mercadotecnia.
Participó como bailarín en las ceremonias de apertura y clausura de los Juegos Olímpicos de Sídney 2000. Jugó baloncesto profesionalmente, compitiendo para Nueva Gales del Sur, además, es aficionado al snowboarding.
Sus pasatiempos incluyen la fotografía y hacer tonterías con Joseph Morgan. Los dos se hicieron amigos rápidamente en el set.

### Carrera
Nathaniel apareció en varias series australianas tales como: All Saints en 2003, Home and Away en 2002, y en un personaje sin acreditar en Water Rats, en 2001, pero su primera gran oportunidad fue como anfitrión en el programa de Disney Channel, Studio Disney, en 2005.
El primer papel principal de Buzolic en una película fue en "Offing David", en 2008. Anteriormente, tuvo pequeños papeles en "My Greatest Day Ever" y "Road Rage", ambos en 2007.
En 2011, se confirmó que interpretaría a Kol Mikaelson en la serie estadounidense The Vampire Diaries. En 2013 retomó dicho personaje en el spin-off de la serie centrado en la familia Original, The Originals. En 2022 volvió a interpretar este personaje por última vez en la serie Legacies, aunque solo apareció en un episodio para la última reunión de la familia Mikaelson,en la que ayudaron a Hope Mikaelson (Danielle Rose Russell) a recuperar su humanidad. 
El 8 de octubre de 2013 fue anunciado que fue contratado para interpretar a Dean, en la cuarta temporada de Pretty Little Liars. El 20 de febrero se dio a conocer que interpretaría a David Lassiter en la novena temporada de Supernatural.
El 1 de mayo de 2015, Buzolic anunció que fue contratado para aparecer en la comedia de The CW Significant Mother.

## Filmografía
| Cine       | Cine                 | Cine            | Cine                               |
| Año        | Película             | Rol             | Notas                              |
| ---------- | -------------------- | --------------- | ---------------------------------- |
| 2005       | Dirty Deeds          |                 | Sin acreditar                      |
| 2007       | Road Rage            | Joven conductor |                                    |
| 2007       | My Greatest Day Ever | Entrenador      |                                    |
| 2008       | Offing David         | David           |                                    |
| 2009       | Multiple Choice      | Tommy           |                                    |
| 2010       | Needle               | Ryan            |                                    |
| 2016       | Hacksaw Ridge        | Harold Doss     |                                    |
| 2019       | Saving Zoë           | Jason           | Elenco principal, película         |
| Televisión |                      |                 |                                    |
| Año        | Título               | Rol             | Notas                              |
| 2001       | Water Rats           |                 | Sin screditar                      |
| 2002       | Home and Away        | Paul Chalmers   | 1 episodio                         |
| 2003       | All Saints           | Damon Lloyd     | 1 episodio                         |
| 2008       | Out of the Blue      | Paul O'Donnell  | Elenco principal                   |
| 2010       | Cops LAC             | Jahrryde        | 1 episodio                         |
| 2011       | Crownies             | Jesse Major     | 1 episodio                         |
| 2012—2014  | The Vampire Diaries  | Kol Mikaelson   | 10 episodios                       |
| 2013—2018  | The Originals        | Kol Mikaelson   | Rol recurrente, serie de TV The CW |
| 2014       | Pretty Little Liars  | Dean Stavros    | 4 episodios                        |
| 2014       | Supernatural         | David Lassiter  | 1 episodio                         |
| 2015       | Bones                | Hunter Ellis    | 1 episodio                         |
| 2015       | Significant Mother   | Jimmy Barnes    | Elenco principal                   |
| 2022       | Legacies             | Kol Mikaelson   | 1 episodio                         |
| Anfitrión  |                      |                 |                                    |
| Año        | Título               | Rol             | Notas                              |
| 2005       | Studio Disney        | Él mismo        |                                    |
| 2007       | The Mint             | Él mismo        |                                    |